# Чемпіонат України з міні-футболу 1991
Чемпіонат України з міні-футболу 1991 — другий чемпіонат України, в якому переможцем став дніпропетровський «Механізатор» під керівництвом Геннадія Шура.

## Учасники
Порівняно з попереднім чемпіонатом команд стало більше, а саме 10.
| - «Агроуніверситет» (Дніпропетровськ) - «ДХТІ» (Дніпропетровськ) - «Механізатор» (Дніпропетровськ) | ? ? ? ? ? |

## Регіональний розподіл
| Регіон                   | Кіл-ть команд | Команди                            |
| ------------------------ | ------------- | ---------------------------------- |
| Дніпропетровська область | 3             | Агроуніверситет, ДХТІ, Механізатор |

## Підсумкова таблиця
| М  | Команда                           |
| -- | --------------------------------- |
| 1  | «Механізатор» Дніпропетровськ     |
| 2  | «ДХТІ» Дніпропетровськ            |
| 3  | «Агроуніверситет» Дніпропетровськ |
| 4  | ?                                 |
| 5  | ?                                 |
| 6  | ?                                 |
| 7  | ?                                 |
| 8  | ?                                 |
| 9  | ?                                 |
| 10 | ?                                 |